# Senem Tüzen
Senem Tüzen és una guionista, directora de cinema, editora i productora turca. És sobretot coneguda per la seva pel·lícula de 2015 Motherland, per la qual va obtenir el premi al Millor guió en els Premis Àsia Pacific Screen Awards en 2015, el premi FIPRESCI del Festival Internacional de Cinema de Varsòvia i el Premi Golden Prometheus del Festival de Cinema de Tiflis com a Millor Pel·lícula.

## Biografia
Tüzen està casada i té dos fills. Es va graduar a la Universitat de Belles arts Mimar Sinan i és llicenciada en cinema i televisió.

## Carrera
En la carrera cinematogràfica, Tüzen fa té gran varietat de rols. Té crèdits com a editora, directora de fotografia, directora i productora. El seu treball amb freqüència presenta el paper de la dona en la societat i com s'aplica això dins de la família. A Life Without Words (Una vida sense paraules) se centra en el paper de tres germans sords que viuen en les zones rurals de Nicaragua, i analitza les interseccions entre discapacitat, gènere i pobresa, i com funcionen aquestes coses en la unitat familiar. Motherland, se centra en la singularitat de les relacions mare-filla en la cultura turca. I en com aquestes relacions reflecteixen el panorama polític de Turquia. Les experiències de Tüzen amb la realització de pel·lícules que provenen d'una postura políticament carregada l'han portat a interessar-se en "guions que poden ser filmats a l'estil guerriller, independentment de qualsevol suport governamental o institucional". Va esmentar durant una entrevista que els requeriments d'aprovació del govern signifiquen que certes pel·lícules turques mai siguin vistes als cinemes o festivals de cinema, comparant el procés amb la censura.
Tüzen i el seu espòs van cofundar la productora Zela Film que va produir el llargmetratge Motherland. Zela Film també va produir el seu documental A Life Without Words (Una vida sense paraules) (2011). Altres projectes de Zela Film inclouen:
- Eat Your Catfish (2021)[11]
- Little Men (Küçük Adamlar) (2017)
- Adem'in Seyir Defteri (2009)

Cadascuna d'aquestes pel·lícules està dirigida per Adam Isenberg, amb qui treballa amb freqüència, compartint crèdits tant en Motherland com en A Life Without Words.

## Premis i reconeixements
El seu llargmetratge, Motherland és amb molt la seva pel·lícula més premiada, en 2015 va guanyar el premi Àsia Pacific Screen Awards al Millor guió, així com el premi FIPRESCI en el Festival Internacional de Cinema de Varsòvia, i el Premi Golden Prometheus del Festival de Cinema de Tiflis a la Millor Pel·lícula. Abans de Motherland, també va guanyar dos premis IFSAK al millor curtmetratge per Rats (2005) i Milk and xocolata (2008). També va rebre una nominació per al premi al Millor Curt de l'Associació de Crítics de Cinema de Turquia.

## Filmografia
La primera filmografia de Tüzen conté principalment curtmetratges, només en la part posterior de la seva carrera ha treballat en documentals i llargmetratges.
| Any  | Títol                               | Tipus         | Paper                                      |
| ---- | ----------------------------------- | ------------- | ------------------------------------------ |
| 2004 | El somni d'Ali                      | Curt          |                                            |
| 2005 | Rates                               | Curt          |                                            |
| 2007 | Unus Mundus                         | Curt          |                                            |
| 2008 | Llet i Xocolata                     | Curt          |                                            |
| 2010 | Arpegi davant lucem (pera berbangê) | Curt          | Directora de fotografia, editora           |
| 2011 | Una vida sense paraules             | Documental    | Directora, editora, productora             |
| 2015 | Pàtria                              | Llargmetratge | Directora, editora, productora, escriptora |
| 2021 | Eat Your Catfish                    | Llargmetratge | Directora, editora, productora             |